# 霊廟 (小説)
『霊廟』 (れいびょう、英語: The Tomb) は、ハワード・フィリップス・ラヴクラフトによる小説。1917年に執筆されたラヴクラフトの初期の作品のひとつで、1922年3月に『ベイグラント』誌で発表された。
精神病院に収容されているジャーヴァス・ダドリーという人物が、自身の身に起きた出来事を語るという体裁の短編怪奇小説である。

## あらすじ
ジャーヴァスは裕福な家庭に生まれ、幼いころから読書や空想の好きな夢想家であった。彼は少年時代のある日、自宅から近い森の奥の丘の下で、丘の急斜面を穿って作られた古い霊廟を見かける。
その霊廟は以前、その丘の頂上に立てられていた豪華な屋敷に代々住んでいたハイド家のものであったが、約100年程前、ある夜の落雷による火災で屋敷は焼失し、ハイド家の最後の当主もその際に亡くなってからというもの、霊廟を管理するものもなく放置されていたものであった。
ジャーヴァスは霊廟に入りたいと思ったが古く重い南京錠に閉ざされてかなわず、いつか中に入りたいと思いながらしばしば霊廟を訪れ、施錠された門の前で空想に浸りながら時を過ごした。日中にはかつて消失したハイド家の屋敷の跡地を訪れ、焼け残った地下室の中で昔の様子を想像することもあった。彼はいつしか青年となっていたが、霊廟への興味は失われるどころかますます強くなっていった。
ある夜、霊廟の前で居眠りをしていたジャーヴァスは、古いニューイングランドの方言による話し言葉を耳にして目を覚まし、その時、彼は霊廟の中で光が消される瞬間を目にしたような気がした。彼はそれを見て何かを感じ、帰宅して屋根裏部屋で鍵を見つけ、翌日、南京錠を外して中に入ることに成功した。彼は霊廟の中で『ジャーヴァス』という銘板の書かれた空の棺を見つけ、自分もいつかここに入るのかという奇妙な喜びを覚えた。
一方、ジャーヴァスの父親は息子の奇行を心配し使用人に様子を調べさせていた。ある日のこと、ジャーヴァスはいつものように霊廟に向かったが、彼が丘に着くと丘の上にはかつて焼失したはずのハイド家の勇壮な屋敷がそびえたっており、多くの客人が馬車に乗って屋敷を訪れていた。ジャーヴァスは屋敷に向かいいつしかその屋敷の主人として客人をもてなしていた。しばらくの後、大きな雷鳴とともに屋敷が炎に包まれ客人たちは皆逃げ出し、ジャーヴァスはその屋敷で焼死し霊廟には埋葬されない運命であることを悟って泣き崩れた。
気がつくとジャーヴァスは、父親と使用人によって取り押さえられていた。そしてジャーヴァスは精神病院に収容されたが、彼が霊廟の中で見聞きしたことを周囲に話しても、哀れみのような目で見られるだけであった。というのも、ジャーヴァスの父親が霊廟を実際に訪れてみたところ、古い南京錠は過去何十年も開けられた形跡はなく、ジャーヴァスを尾行していた使用人も、彼が霊廟に入るところは一度も見ていなかったからである。
ジャーヴァスもこのことを聞かされ、自分が本当に狂っているのかと思ったが、霊廟の中で見たものが全くの幻とも思えず、自身に忠実な召使のハイラムに、実際に霊廟の中を確認してくるように頼んでみた。ハイラムが古い南京錠を壊して霊廟の中に入ってみると、『ジャーヴァス』という銘板の書かれた空の棺が実際に存在していた。これを聞いたジャーヴァスは、自分は火災で亡くなったハイド家の最後の当主のいわば“生まれ変わり”であり、いつかその霊廟の棺に埋葬されることこそが自分の使命であると確信するに至った。

## 収録
- 国書刊行会『定本ラヴクラフト全集1』矢野浩三郎監訳／山中清子訳 『奥津城』
- 創元推理文庫『ラヴクラフト全集7』大瀧啓裕訳 『霊廟』

## その他
- 2007年に同じタイトル（原題：The Tomb 邦題：霊廟）のホラー映画がアメリカで製作され、原作ラヴクラフトと謳われているが、映画のストーリーはラヴクラフトの『霊廟』とも他の作品（クトゥルフ神話等）とも全く異なるものである。